# Roberto Marcelo Levingston
Roberto Marcelo Levingston Laborda (San Luis, 10 de janeiro de 1920 — 17 de junho de 2015) foi um militar e político argentino, que em junho de 1970 foi designado pela Junta de Comandantes em Chefe das três forças armadas (exército, Marinha e Aeronáutica), para substituir ao presidente de facto Juan Carlos Onganía. Onganía governava o país desde 1966, após o golpe de estado autoproclamado Revolução Argentina.
Este até então desconhecido militar era adido militar na Embaixada Argentina em Washington. Ocupou a presidência durante menos de um ano, e seria deposto a sua vez por Alejandro Agustín Lanusse, comandante em Chefe do Exército e então homem forte da Revolução Argentina.
Detém atualmente, o título de ex-presidente mais longevo da história argentina, com 95 anos, 5 meses e 7 dias de vida.